# 卡姆揚卡 (洛佐瓦區)
49°24′11″N 36°24′40″E / 49.40306°N 36.41111°E
卡姆揚卡（烏克蘭語：Кам'янка）是位於烏克蘭東部的村莊，由哈爾科夫州洛佐瓦區的阿列克西伊夫卡市鎮負責管轄。該村距離佩列里茲尼夫卡1公里，始建於1733年，面積0.49平方公里，海拔高度41米，2001年人口76。